# Hans Wagner (Philosoph)

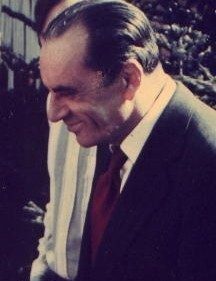
Hans Wagner (1980)

Hans Wagner (* 10. Januar 1917 in Plattling, Niederbayern; † 1. Februar 2000 in Bonn) war ein deutscher Philosoph und Hochschullehrer.

## Leben
Nach dem Studium in Regensburg, Wien, Tübingen und, nach Unterbrechung durch den Kriegsdienst, in Würzburg wurde er 1946 an der Universität Würzburg von der Philosophischen Fakultät mit einer an Nicolai Hartmann orientierten Arbeit über Apriorität und Idealität in der Geschichte der Philosophie von Platon bis zur Neuen Ontologie des 20. Jahrhunderts promoviert. Doktorvater war der Philosoph Hans Meyer. 1948 habilitierte er sich in Würzburg mit dem Thema Existenz, Analogie und Dialektik. Religio pura seu transcendentalis und nahm 1949 seine Lehrtätigkeit an der Universität Würzburg auf. 1955 wurde er dort zum außerordentlichen, 1961 in Bonn zum ordentlichen Professor der Philosophie sowie zum Direktor des Philosophischen Seminars (Abteilung A) ernannt.
1956 begann er mit der Ausgabe der Nachlassschriften des Neukantianers Richard Hönigswald. – Durch intensive Studien zu Husserls Nachlasswerken, zu Hegel und zu Kant bereitete er einen Gesamtentwurf aller philosophischen Disziplinen vor, der 1959 unter dem Titel Philosophie und Reflexion erschien und zum Standardwerk systematischen Philosophierens wurde.
In der Bonner Zeit entstand eine Fülle von systematischen und historischen Untersuchungen, darunter der Kommentar zur Aristotelischen „Physik“ (1967); ein Großteil der kleineren Arbeiten wurde 1980 in dem Band Kritische Philosophie und postum in dem Band Zu Kants Kritischer Philosophie zusammengefasst. Von 1968 bis 1978 gab Wagner das Archiv für Geschichte der Philosophie heraus. Nach seiner Emeritierung veröffentlichte Wagner ein Buch über Die Ästhetik der Tragödie und 1992 ein großes systematisches und zeitkritisches Werk mit dem Titel Die Würde des Menschen.
Er lehrte und forschte als Professor in Würzburg (1953–1961) und Bonn (1961–1982) mit einer Unterbrechung durch eine Gastprofessur im Jahr 1968 an der Yale University; 1968 lehnte er einen Ruf an die Yale University und 1975 einen Ruf an die New School for Social Research in New York ab. Er war katholisch und lebte unter anderem in Bonn-Endenich. 1947 hatte er Alexa Schnoes geheiratet. Aus der Ehe ging der Sohn Hans-Rainer Wagner hervor.

## Leistung und Bedeutung
Folgende Ausführungen beziehen sich auf die hiermit referierten Veröffentlichungen.

### Die viergliedrige Korrelation von Subjekt, Objekt, Akt (Noesis) und Gehalt (Noema)
In „Philosophie und Reflexion“ entwickelt Wagner einen radikalen Neuansatz des Reflexionsproblems, der sowohl das gegenstandsgerichtete als auch das auf sich selbst reflektierende Denken umschließt, aber schließlich auch das Geltungsproblem einer Theorie der Praxis betrifft. Das Buch beginnt mit einer elementaren Phänomen-Exposition, der Explikation der von Subjekt, Gegenstand, Akt und Gehalt der Erkenntnis und des Denkens überhaupt. Die nähere Analyse des dritten und des vierten Gliedes in diesem Grundverhältnis, die Analyse des Aktes (Noesis) und des Gehalts (Noema), zeigt zweierlei: die Reflexion auf die Aspekte der Intentionalität, nämlich auf die Konstitution des Noema durch die Noesis und seine Weltbezogenheit, kann zwar (im Rückgriff auf Husserls und Heideggers Überlegungen) wichtige Momente eines transzendentalphilosophischen Subjektsbegriffs erarbeiten. Das Problem der Geltung (Gültigkeit) und des Geltungsgrundes der Erkenntnis jedoch nimmt sie dabei noch gar nicht zureichend in Angriff.

### Noematische Geltungsreflexion und absolutes Subjekt
Nur auf dem Wege der noematischen Geltungsreflexion, wie sie eher in den verschiedenen Zweigen des Neukantianismus versucht worden ist, kann der unbedingte Grund der Geltung gesucht werden. Wagner unternimmt diesen entscheidenden Reflexionsgang im Ausgang vom noematischen Begriff des Urteils (in heute geläufigerer Redeweise: der Proposition). In ihm sind die geltungskonstitutiven Beziehungen auf den Gegenstand (Referenz) und zur bestimmenden Begrifflichkeit (Prädikation) synthetisch vereinigt. Seine Geltungsbedingungen bestimmen den transzendental-logischen Subjektsbegriff, das „subjectum veritatis“, als das prinzipientheoretisch Absolute, den unbedingten Grund aller Wahrheit und Geltung. Dieses Unbedingte ist nichts anderes als Denken im Sinne eines Prinzips der Gegenstandsbestimmung überhaupt, ein komplexes Geltungsprinzip, in gängiger Redeweise ein ‚logisches Konstrukt‘.

### Die logischen Prinzipien – primärkonstitutive Apriorität
Wagner entfaltet das Prädikat dieses absoluten ‚Subjekts‘ durch eine sinnanalytische Explikation der logischen Prinzipien, wobei mit dem rein formalen immer auch der erkenntnisfunktionale Aspekt des Urteils expliziert wird, um so die Geltung dieser Prinzipien, als der Bedingungen aller Bestimmtheit und aller Bestimmung, genealogisch zu begründen. Insbesondere die Auslegung des Identitätsprinzips macht gleich zu Anfang dieser Explikation, über den rein formalen, innerlogischen Aspekt hinaus, die Erkenntnisfunktion des Urteils deutlich: Das Sein des Urteilsgegenstandes ist als identisch mit dem Gesetztsein des Gegenstandes zu denken und die Bestimmtheit des ‚Gegenstandes an ihm selbst‘ als identisch mit der Gegenstandsbestimmung im Urteil. – Es schließen sich die Explikationen des Widerspruchsprinzips und des ausgeschlossenen Dritten, des Prinzips der Limitation und der Gattung sowie schließlich des Prinzips der Dialektik an. Das gesamte fundamentale Theoriestück, das die Formale Logik und die genealogische Begründung der gegenstandsbestimmenden Funktion des Logischens umfasst, nennt Wagner die ‚primärkonstitutive Apriorität‘.

### Der sich vollbringende Skeptizismus und die sekundärkonstitutive Apriorität
Der primären nachgeordnet ist die ‚sekundärkonstitutive Apriorität‘ der Prinzipien, die den Gegenstand als solchen bestimmen. Bevor diese gegenstandskonstitutiven Prinzipien entfaltet werden, sichert Wagner die bisher durchgeführte Letztbegründung gegen mögliche Einwände mit einer Reflexion auf den „absoluten Boden des Gedankens und den sich vollbringenden Skeptizismus“ (§ 18) ab, worin der geltungstheoretische Kern des seit Aristoteles bekannten ‚elenktischen‘ Arguments ausgearbeitet wird: Wenn der Skeptizismus (wie der Relativismus) seine Skepsis (bzw. Relativitätsthese) nicht auf sich selbst anwenden will (wie man es ihm zugestehen muss), dann bleibt es ihm nicht erspart, dieses Ausgenommensein von Skepsis und Relativität gehörig zu rechtfertigen und zu begründen. Dann aber muss er sich als noematische Geltungsreflexion etablieren; und dann muss er schließlich die logischen Prinzipien benutzen und legitimieren, die der absolute Boden jeder Wahrheit sind. (Das Argument taucht später, in kommunikationspragmatischer Abwandlung, auch bei Karl-Otto Apel und seinem Schüler Wolfgang Kuhlmann wieder auf). Dabei ist es für Wagner selbstverständlich, dass die in der Letztbegründung gegebene Exposition des ‚absoluten Bodens‘ keineswegs mit der „infallibler Ausmessung“ dieses Bodens verwechselt werden darf (vgl. Aschenberg 2002, S. 38).
Die gegenstandskonstitutiven Prinzipien leitet Wagner unter Bezugnahme auf Kants obersten Grundsatz der synthetischen Urteile aus den primärkonstitutiven ab. Daraus ergibt sich sowohl eine transzendentalphilosophisch begründete Ontologie als auch eine Wissenschaftstheorie, welche die Funktion der sinnlichen Rezeptivität und der Methodologie (regulative und systematische Apriorität) bestimmt.

### Faktizität des konkreten Subjekts und praktische Reflexion
Das prinzipientheoretisch konzipierte absolute Subjekt ist ein ›logisches Konstrukt‹. Um als Geltungsprinzip fungieren zu können, bedarf es eines Konkretums, mithin auch eines Konkretisierungs-Prinzips als seines Korrelats. Es bedarf der Faktizität des konkreten Subjekts, und zwar nicht bloß, weil die abstrakte Idee sonst nichts begründen würde und weil das faktische Subjekt unter den Prinzipien des transzendentalen steht, an ihm gemessen und geprüft werden muss, sondern weil das faktische Subjekt ja zugleich auch das prüfende Subjekt ist und sein muss, so wie es schon das Subjekt ist, das die Reflexion auf die Geltungsprinzipien durchführt (§ 29). Hier kann Wagner an die phänomenologischen Theoretiker in ihren verschiedenen Ausprägungen (Husserl, Heidegger, Sartre) anknüpfen.
Dass aber das konkrete Subjekt Prinzipien nicht als seiende Bestimmtheiten besitzt, sondern nur als Möglichkeiten und Aufgaben, macht für Wagner die Notwendigkeit einer im umfassenden Sinne praktischen Reflexion aus, die sich nacheinander als Geltungsreflexion auf die Selbstgestaltung des Denkens, des Willens (Ethik), des Gefühls (Ästhetik), des Realdaseins und der Arbeit (Transzendentalphilosophie des Ökonomisch-Sozialen) entfaltet.

### Die Würde des Menschen
Diese praktische Reflexion ist das Hauptthema von Wagners letztem großen Werk, „Die Würde des Menschen“. Es geht aus von der Diskrepanz zwischen der öffentlichen Beteuerung der Unantastbarkeit der Menschenwürde und der Unfähigkeit des zeitgenössischen Denkens, deren verpflichtenden Anspruch zu begründen. Als Grund dieser Diskrepanz sieht Wagner den herrschenden Empirismus und Positivismus – schon in der Erkenntnis- und Wissenschaftsphilosophie, der zu einem völlig naturalistischen Menschenbild geführt hat. Wagner unterzieht die theoretischen Grundlagen dieser Entwicklung einer ausführlichen kritischen Prüfung. Im Gegenzug weist er nach, dass die Idee des Subjekts einer Gültigkeit beanspruchenden Theorie und aller verantwortlichen Praxis auch für jenen Empirismus und Positivismus noch vorauszusetzen ist. Er zeigt, dass diese Idee, weit entfernt von jenem Honoratioren-Idealismus des 19. Jahrhunderts, der letzte und unleugbare Grund der Würde des Menschen ist. Nach einer umfassenden Reflexion auf die unabdingbare Forderungen, welche diese Idee an den Wissenschaftsbetrieb und unser Alltagsbewusstsein, an unsere Bildungsinstitutionen und die öffentliche Meinung und die Politik stellt, weist Wagner die Notwendigkeit eines empirismuskritischen Ansatzes in der Moralphilosophie auf, der über eine pragmatische Moralität hinausgehen und auf die Kantischen Prinzipien von Ethik und Recht zurückgreifen muss.

## Akademisches Wirken
Hans Wagner hat in Würzburg und Bonn eine große Zahl von Schülern herangebildet, unter ihnen viele, die selbst wieder Philosophie an Schulen und Universitäten des In- und Auslandes gelehrt haben und lehren (u. a.: Gerd Wolandt, Werner Flach, Karl Bärthlein, Manfred Brelage, Hariolf Oberer, Gerhard Seel, Bernward Grünewald, Stephan Nachtsheim, Reinhold Aschenberg, Udo Thiel, Nikos Avgelis). Zu seinem 60., 70. und 80. Geburtstag sind ihm insgesamt 5 Festschriften gewidmet worden, die seine fachliche Bedeutung hervorheben.

## Veröffentlichungen (Auswahl)
- Existenz, Analogie und Dialektik. Religio pura seu transcendentalis. 1. Halbband. München/Basel 1953.
- Philosophie und Reflexion. München/Basel 1959; 3. Auflage 1980, ISBN 3-497-00937-7; Neuausgabe als Bd. 1 der Ges. Schriften, hrsg. von B. Grünewald, Paderborn 2013. ISBN 978-3-506-77643-3; (Teilübersetzung §§ 1–33 ins Neugriechische: Φιλοσοφία καί σκέψη, hrsg. u. übs. v. Ν. Αυγελης, Thessaloniki 1981 und 1984).
- Systematische Abhandlungen (Ges. Schr. Bd. 3) hrsg. von B. Grünewald, Paderborn 2015. ISBN 978-3-506-78079-9
- Abhandlungen zur Philosophie vor Kant (Ges. Schr. Bd. 4), hrsg. von St. Nachtsheim, Paderborn 2018. ISBN 978-3-506-79256-3
- Abhandlungen zur Philosophie Kants (Ges. Schr. Bd. 5), hrsg. v. H. Oberer, Paderborn 2017. ISBN 978-3-506-78577-0
- Abhandlungen zur Philosophie nach Kant (Ges. Schr. Bd. 6), hrsg. v. R. Aschenberg, Paderborn 2017. ISBN 978-3-506-78484-1
- Schriften zur Religion und zur Religionsphilosophie (Ges. Schr. Bd. 7), hrsg. v. R. Aschenberg, Paderborn 2017. ISBN 978-3-506-78731-6
- Aristoteles Physikvorlesung. Übersetzt, eingeleitet und kommentiert. (= Aristoteles, Werke in deutscher Übersetzung. Bd. 11). Berlin 1967; 3. Auflage 1979; 5. Auflage 1995, ISBN 3-05-000927-6.
- Kritische Philosophie. Systematische und historische Abhandlungen. Hrsg. von K. Bärthlein und W. Flach. Würzburg 1980, ISBN 3-88479-019-6.
- Aesthetik der Tragödie von Aristoteles bis Schiller. Würzburg 1987. ISBN 3-88479-270-9 (Sonderausg. ISBN 3-88479-317-9)
- Die Würde des Menschen. Wesen und Normfunktion. Würzburg 1992. ISBN 3-88479-659-3; Neuausgabe als Bd. 2 der Ges. Schriften, hrsg. von St. Nachtsheim, Paderborn 2014 ISBN 978-3-506-77878-9.
- Zu Kants Kritischer Philosophie, hrsg. von B. Grünewald und H. Oberer, Würzburg 2008. ISBN 978-3-8260-3902-7
- Religionsbriefe. Aus dem Nachlass hrsg. von R. Aschenberg, Würzburg 2011. ISBN 978-3-8260-4551-6